# Freddy Rincón
Freddy Eusébio Gustavo Rincón Valencia (Buenaventura, 14 de agosto de 1966 – Cáli, 13 de abril de 2022) foi um futebolista colombiano que atuou como meio-campista.
Com duas passagens pelo Corinthians e 157 jogos disputados, é o terceiro estrangeiro com mais jogos pelo Timão, além de um dos maiores ídolos. Jogador versátil, iniciou a carreira atuando como meia-ofensivo, mas viveu seu auge atuando mais recuado, como volante. Chegou a trabalhar como treinador após se aposentar dos gramados, mas não teve destaque.

## Carreira
Freddy Rincón nasceu em Buenaventura, Colômbia, no dia 14 de agosto de 1966. Iniciou sua carreira no Atlético de sua cidade natal, jogando em seguida por Tolima, Santa Fe e América de Cali.
Seu futebol chamou atenção após a Copa do Mundo de 1990, na Itália, para a qual foi convocado de última hora. A ainda irregular Seleção Colombiana chegou às oitavas-de-final após se classificar em terceiro lugar no Grupo D. Os colombianos venceram os Emirados Árabes (2–0), perderam para a Iugoslávia (1–0) e empataram com a Alemanha Ocidental (1–1, com um gol antológico de Rincón no fim do jogo). No mata-mata, os sul-americanos foram derrotados por 2–1 pela surpreendente Seleção Camaronesa, com direito a uma grande atuação de Roger Milla e uma falha clamorosa do goleiro René Higuita no segundo gol da equipe africana.
Rincón chegou ao futebol brasileiro em 1994, vindo jogar no Palmeiras, então patrocinado pela multinacional italiana Parmalat. Nesse meio tempo a Seleção Colombiana montou uma das equipes mais técnicas do futebol sul-americano. Comandada pelo treinador Francisco Maturana e com jogadores talentosos como Carlos Valderrama, Adolfo Valencia, Faustino Asprilla e o próprio Rincón, os Cafeteros chegaram a ser cotados como um dos favoritos ao título da Copa do Mundo realizada nos Estados Unidos, após uma irrepreensível campanha nas Eliminatórias.
A coroação do futebol colombiano veio com uma goleada espetacular por 5–0 sobre a Argentina (com dois gols de Rincón), em pleno Monumental de Nuñes, em Buenos Aires. Mas no ano seguinte, nos gramados norte-americanos, a Seleção Colombiana decepcionou. Logo na estreia, uma derrota para a Romênia por 3–1, com um show de Gheorghe Hagi. Na sequência, uma derrota diante dos donos da casa por 2–1, que eliminou precocemente a Colômbia da Copa. Nesta partida, o zagueiro colombiano Andrés Escobar marcou um gol contra, o que lhe custaria a vida na volta à terra natal, então dominada pelo narcotráfico. Na despedida, uma vitória sobre a Suíça, por 2–0.
Depois do fracasso nos Estados Unidos, Rincón deixou o Palmeiras após ser campeão paulista sobre o Corinthians para jogar no futebol europeu, passando por Napoli e Real Madrid. O jogador voltou ao futebol brasileiro pelo Palmeiras, onde disputou o Campeonato Brasileiro de 1996. Em meados de 1997 foi negociado pelo Real Madrid para defender o Corinthians, então apoiado pelo Banco Excel. Meia-ofensivo de origem, Rincón foi recuado para a posição de volante e tomou conta do meio-campo alvinegro. Com um futebol de alto nível, que sabia cadenciar cada jogo, um grande senso de orientação na defesa e proteção de bola, Rincón fez história ao lado de Vampeta, Ricardinho e Marcelinho Carioca, formando um dos melhores meios-campos do futebol brasileiro nas últimas décadas.
Prestigiado no futebol brasileiro e entre os torcedores colombianos, o jogador disputou sua terceira Copa do Mundo FIFA em 1998, na França. Novamente, a Colômbia foi aquém do esperado e não passou da primeira fase. Na campanha, derrotas para Romênia (1–0) e Inglaterra (2–0) e uma vitória solitária sobre a Tunísia (1–0).
Apesar de mais um revés pela Seleção nacional, Rincón seguiu como um dos grandes ídolos da nação alvinegra. Conquistou o campeonato paulista em 1999 e foi bicampeão brasileiro em 1998 e 99. Foi ele quem liderou o Corinthians em sua maior conquista na história até então. Com atuações marcantes no Mundial de Clubes da FIFA, em 2000, Rincón teve a honra de levantar a taça de campeão para 35 mil corintianos presentes no Maracanã após vitória na decisão por pênaltis sobre o Vasco da Gama. Em fevereiro daquele ano o jogador deixou o Parque São Jorge, passando sem sucesso por Santos e Cruzeiro, retornando ao Corinthians em 2004, por um período curto e sem brilho.
Após sua aposentadoria, Rincón passou a se dedicar à carreira de treinador de futebol, iniciada em 2006, quando dirigiu o Iraty na temporada 2006 do Campeonato Paranaense. Depois teve passagens por São Bento e São José-SP em 2007 e 2009, respectivamente. Ainda em 2009 voltou ao Corinthians, dessa vez para ser treinador das categorias de base do time, mas no ano seguinte aceitou o convite do amigo Vanderlei Luxemburgo para trabalhar no Atlético-MG como auxiliar técnico. Já em 2011, Rincón dirigiu o Flamengo-SP.
Em dezembro de 2012, mesmo com uma idade avançada (46 anos), expressou seu desejo de voltar a vestir a camisa do América de Cali, clube no qual é ídolo e enfrentava má fase, disputando a Segunda Divisão colombiana. Em janeiro de 2013, atuou pelo América em um amistoso contra a equipe peruana San Martín.

## Vida pessoal
Foi casado com a brasileira Priscila Silvestre, com quem teve os filhos Leonardo Silvestre Rincón e Maria Clara.
Em 2005, converteu-se ao mormonismo e tornou-se membro da Igreja de Jesus Cristo dos Santos dos Últimos Dias.

### Polêmicas
Em 9 de maio de 2007, foi preso na sua residência em São Paulo pela Polícia Federal, com mandado de prisão expedido pelo Supremo Tribunal Federal (STF), acatando o pedido de extradição da justiça do Panamá que emitiu uma ordem de prisão internacional à Interpol; Rincón, que tem os seus bens indisponíveis no Panamá e na Colômbia, foi acusado de lavagem de dinheiro e associação ao narcotraficante Pablo Rayo Montaño, que está preso no Brasil desde 2006. Depois de ficar preso por 123 dias na Polícia Federal, o ex-jogador foi liberado em setembro.
No dia 29 de abril de 2015, a Interpol, órgão de polícia internacional, emitiu uma ordem de captura e prisão para Freddy Rincón. As acusações são de lavagem de dinheiro no Panamá e ligação com o tráfico de drogas. Ele defendeu-se por meio de entrevista à "Revista Semana", da Colômbia. Segundo informações do jornal colombiano "Cable de Notícias", Rincón foi procurado pela justiça panamenha por ter adquirido propriedades com dinheiro proveniente de Pablo Rayo Montaño, que foi integrante do cartel de Cali. O ex-jogador teve alguns de seus bens congelados, como duas fazendas, casas, e um apartamento. Em 18 de agosto de 2016, a justiça o absolveu das acusações.

## Acidente e morte
Em 11 de abril de 2022, Rincón sofreu um grave acidente de carro durante a madrugada. O veículo do ex-jogador foi atingido por um ônibus na cidade de Cáli e o mesmo foi levado para uma clínica logo após o acidente em estado grave com um 'trauma cranoencefálico severo'. Segundo os médicos, suas condições eram 'muito críticas' e o ex-atleta ficou internado na UTI. No mesmo dia (11), foi submetido a uma cirurgia que durou duas horas e 45 minutos e seguiria em estado crítico, e de observação. No dia 13 de abril, um novo boletim médico informou que o treinador seguia em estado de saúde bastante crítico. Naquele mesmo dia, não resistiu aos ferimentos e faleceu.
No dia 14 de abril o corpo de Rincón foi velado em Buenaventura, terra natal do jogador. Outra cerimônia fúnebre foi realizada no dia 16 de abril, dessa vez no Estádio Pascual Guerrero, do América de Cali. Seus restos mortais foram sepultados no Cemitério Metropolitano Del Sur, também localizado em Cali.
Os familiares de Rincón negaram que ele estivesse dirigindo o carro, no entanto, em 21 de abril, as autoridades colombianas divulgaram um vídeo mostrando que o ex-jogador estava conduzindo o veículo. Não obstante, a família de Rincón alegou que aquela gravação não havia sido feita no dia do acidente.

## Títulos
Independiente Santa Fé
- Copa Colômbia: 1989

América de Cali
- Campeonato Colombiano: 1990 e 1992

Corinthians
- Campeonato Brasileiro: 1998 e 1999
- Campeonato Paulista: 1999
- Mundial de Clubes da FIFA: 2000

Palmeiras
- Campeonato Paulista: 1994

### Prêmios individuais
- Equipe Ideal da América: 1993 e 1999
- 3º melhor jogador das Américas: 1993
- Bola de Prata da revista Placar: 1999
- IFFHS - MEN’S ALL TIME COLOMBIA DREAM TEAM[31]